# Soutrage
Le soutrage (du gascon sostratge, plantes composant la litière) ou "enlèvement de la terre de bruyère" est une technique agricole anciennement pratiquée dans le Sud-Ouest de la France dans les forêts ou les plantations de pin après les coupes et avant le reboisement (ou l'abandon de la parcelle).
La technique consistait dans un pelage complet de la surface du sol, au moyen d'un outil connu localement sous le nom de dail ou daille qui présente la forme d'une faux à manche court et remplit l'office d'une pioche à tranchant d'acier. On enlève la couche superficielle du sol et le reste de végétation qui la couvre (mélange de genêts, fougères, ronces) en coupant entre deux terres les racines pénétrantes. Le soutrage était réalisé principalement dans les forêts ou on pratiquait l'élevage extensif de brebis afin de récupérer le fumier décomposé produit par ces bêtes. Sinon on étalait la couche prélevée dans la cour de la ferme où circulaient les vaches. À la fin de l’hiver, par le piétinement et les déjections, on obtenait une sorte de compost qui était épandu dans les champs pour la fertilisation (transfert de fertilité).

## Intérêt de la technique
Cette couche de litière contenant la majorité de la masse racinaire et tout l'humus déjà formé est utilisée soit comme engrais soit comme litière pour les bêtes.
L'enlèvement de cette couche organique permet également de limiter la propagation des incendies de forêts.

## Inconvénient de la technique
Cette pratique ancienne a le gros inconvénient de laisser le sol à nu et de le priver de tous ses nutriments limitant ainsi les possibilités de régénération naturelle.